# UDP-N-アセチルグルコサミン-4-エピメラーゼ
UDP-N-アセチルグルコサミン-4-エピメラーゼ(UDP-N-acetylglucosamine 4-epimerase、EC 5.1.3.7)は、以下の化学反応を触媒する酵素である。
UDP-N-アセチルグルコサミン {\displaystyle \rightleftharpoons } UDP-N-アセチルガラクトサミン
従って、この酵素の基質はUDP-N-アセチルグルコサミンのみ、生成物はUDP-N-アセチルガラクトサミンのみである。
この酵素は異性化酵素、特に炭水化物及びその類縁体に作用するラセマーゼ、エピメラーゼに分類される。この酵素の系統名はUDP-N-アセチル-D-グルコサミン 4-エピメラーゼ(UDP-N-acetyl-D-glucosamine 4-epimerase)である。この酵素は、アミノ糖の代謝に関与している。

## 構造
2007年末時点で、2つの構造が解明されている。蛋白質構造データバンクのコードは、1SB8、1SB9である。